# Ойта (комбінат)
Комбінат Ойта, також Ойта сейтецу-сьо (яп. 大分製鐵所, або 新日鐵住金大分製鐵所) — металургійний комбінат в Японії, у місті Ойта, що на сході острова Кюсю. Розташований на березі затоки Внутрішнього японського моря. Став до ладу 1971 року. Один з 13 металургійних комбінатів Японії з повним виробничим циклом. Належить компанії Nippon Steel & Sumitomo Metal Corporation.
На комбінаті у 2012 році працювало 1998 людей, річна виплавка сталі становила 9586 тис. т.

## Історія
Комбінат став до ладу 1971 року.

## Сучасний стан
Комбінат є одним з 13 металургійних комбінатів Японії з повним виробничим циклом. Площа комбінату — 7,153 км². Станом на 2012 рік на комбінаті працювало дві доменних печі — № 1 корисним об'ємом 5775 м³, № 3 — 5775 м³. у сталеплавильному цеху працювало три 397-тонних кисневих конвертора, три установка безперервного розливання сталі. Комбінат випускає сортопрокат і листопрокат. На комбінаті у 2012 році працювало 1998 людини, було виплавлено 9586 тис. т сталі.